# Dynstentrast
Dynstentrast (Monticola imerina) är en fågel i familjen flugsnappare inom ordningen tättingar.

## Utseende och läte
Dynstentrasten är en knubbig medelstor trastliknande fågel. Hanen är ljusgrå och orange, medan honan är gråbrun. Arten är ljusare än skogsstentrasten och de överlappar begränsat i utbredningsområde. Honan liknar hona madagaskarshama, men är mindre och gråare utan vit vingfläck. Sången är en varierad mix av tunna visslingar och raspiga toner.

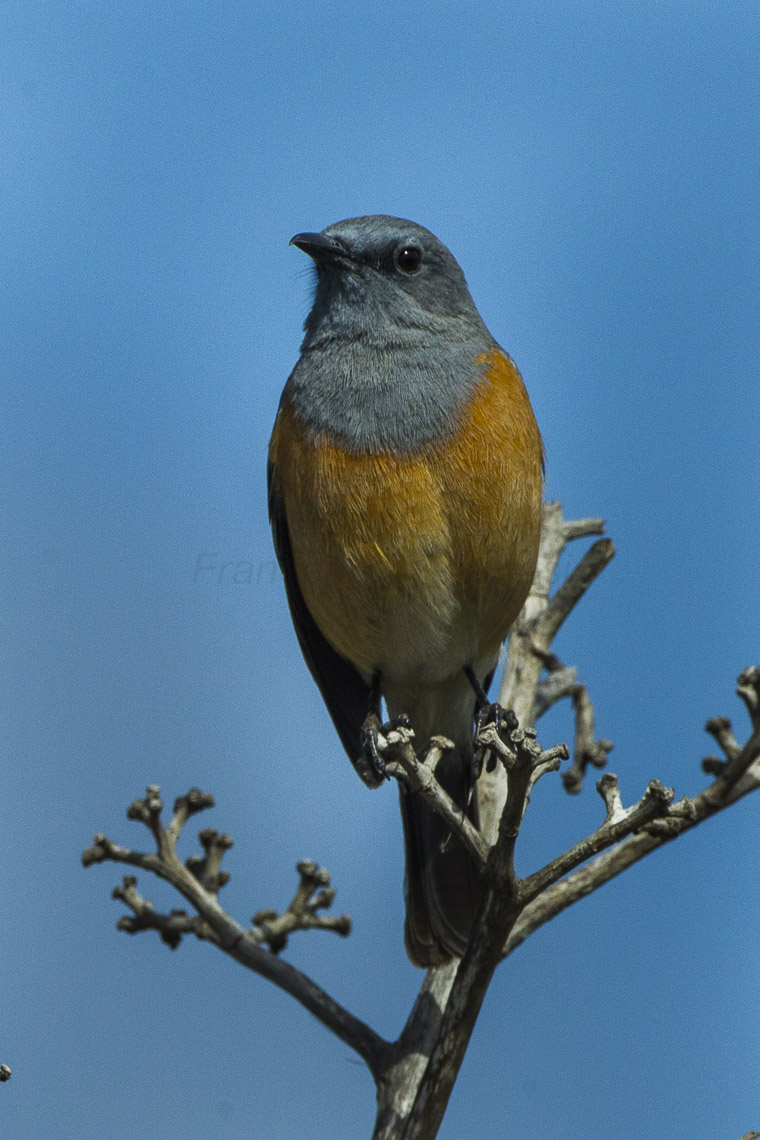

## Utbredning och systematik
Fågeln återfinns på sydvästra Madagaskar. Den behandlas som monotypisk, det vill säga att den inte delas in i några underarter.

### Släktestillhörighet
Dynstentrast placerades tillsammans med skogsstentrast tidigare i släktet Pseudocossyphus, men genetiska studier visar att de är en del av Monticola.

### Familjetillhörighet
Stentrastarna ansågs fram tills nyligen liksom bland andra stenskvättor, rödstjärtar och buskskvättor vara små trastar. DNA-studier visar dock att de är marklevande flugsnappare (Muscicapidae) och förs därför numera till den familjen.

## Levnadssätt
Dynstentrasten hittas i kustbelägna spikskogar och buskmarker. Den ses ofta sitta väl synligt. 

## Status
Arten har ett begränsat utbredningsområde, men beståndet anses vara stabilt. IUCN kategoriserar arten som livskraftig.